# من هرگز با مرد مرده ملاقات نکردم
من هرگز با مرد مرده ملاقاتی نداشتم دومین قسمت از فصل اول مجموعه تلویزیونی مرد خانواده است که در سال ۱۹۹۹ از شبکه تلویزیونی فاکس پخش شده و بسیاری آن را پرهجویه‌ترین قسمت فصل اول می‌دانند.

## خلاصه
پیتر که به دلیل سهل انگاری موجب برخورد ماشین به شبکه مخابرات می‌گردد، باعث قطع شدن کلیه تلویزیون‌های شهر کوهاگ می‌شود. اما دروغ گفته و می‌گوید که مقصر اصلی این حادثه، مگ است. مگ عصبانی می‌شود ولی پیتر به او قول یک ماشین می‌دهد. حال مگ مجبور است برای هدیه گرفتن یک ماشین، طرد شدن از طرف مردم را تحمل کند و پیتر که تلویزیون‌ها را قطع شده می‌بیند، دنبال یک سرگرمی تازه است…